# Tidningsman
En tidningsman är en person verksam inom tidningsbranschen. Ordet används ofta om personer i ledande ställning på en tidning, ibland om journalister i allmänhet.